# O.A.P. Records
O.A.P. Records is een Nederlands platenlabel voor jazz, in 2007 opgericht door producer, geluidstechnicus en drummer Barry Olthof. Het label is naar hem genoemd (Olthof Audio Productions) en is, evenals zijn studio, gevestigd in Den Haag.
Artiesten die op het label uitkwamen zijn onder meer Gerrie van der Klei, Thijs Cuppen, Marzio Scholten, Ruben Samama, Maurits Roes, Jan Schröder, Marc Bischoff, een trio met Teddy Charles, Traeben en het Black Lily Quartet.